# Il sospetto (film 1975)
Il sospetto è un film del 1975, diretto dal regista Francesco Maselli.

## Trama
Nell'Italia del ventennio fascista, Emilio, un dirigente del Partito Comunista Italiano operante in clandestinità, nutrendo il forte sospetto di un tradimento da parte d'un compagno di partito, non si presenta ad una riunione segreta con altri quattro dirigenti del direttivo di Torino e, aiutato da uno dei quattro, il sardo Gavino Pintus, fugge a Parigi, in Francia. Lì incontra un'altra dirigente, Teresa, alla quale confida le sue perplessità riguardo alla condotta politica adottata dal Partito, peraltro non previamente discussa ma imposta dall'alto, tra cui il drastico abbandono del fronte comune con il Partito Socialista Italiano; Teresa gli spiega che tali scelte, a suo dire superate dal Partito al tempo delle loro conversazioni, erano dipese da due assolute certezze: che stesse per scoppiare la guerra col capitalismo e che il Partito avrebbe vinto facilmente.
Il Partito, temendo di avere una spia nel direttivo di Torino, centro importantissimo per la presenza del complesso industriale della Fiat, invia nuovamente Emilio in Italia, dopo averlo cooptato nel comitato centrale, con il compito di scovare il presunto traditore. Si stabilisce con Gavino in un appartamento ed incontra, uno alla volta, gli altri tre dirigenti, sapendo che se la spia esiste veramente, il rischio è di una condanna dai venti ai trent'anni di carcere duro nelle galere fasciste. In realtà, Emilio è spiato da degli agenti dall'OVRA, il corpo di polizia segreta fascista, fin dal suo arrivo da Parigi, quindi i suoi incontri portano, oltre al suo arresto, a quello dell'intero direttivo centrale torinese. Non è dato sapere se il sospetto di un infiltrato nelle file del Partito fosse fondato o meno, portando dunque i comunisti, nel tentativo di d'individuarlo e neutralizzarlo,  a compiere un grave passo falso.
Nella scena finale del film, un ufficiale dell'OVRA propone ad Emilio di diventare un loro informatore, rivelandogli con durezza ciò che ritiene che Emilio ignori: la direzione del Partito Comunista Italiano in esilio a Parigi si era semplicemente servita di lui come esca per far venire allo scoperto eventuali spie tra i quadri dirigenti che operavano in incognito in Italia. La risposta di Emilio è lapidaria e mostra piena consapevolezza del suo ruolo e del sacrificio connesso.

## La critica
«Lo studio dall'interno dell'azione politica del partito comunista italiano, che Maselli aveva già affrontato in Lettera aperta a un giornale della sera, la linea di sviluppo di un racconto che vuole essere emblematico d'una militanza ideologica e politica, di cui si mettono in luce non tanto le contraddizioni quanto le difficoltà storiche. Pertanto il film è continuamente in bilico tra l'intento documentario e quello ludico, con l'alternanza di sequenze chiaramente didattiche e di altre fortemente incisive sul piano spettacolare, anche l'ambientazione storica è particolarmente curata e credibile. Ne risulta un'opera disuguale, non pienamente conclusa, in cui manca quella fusione di elementi storico critici, che avrebbero consentito al film come uno dei migliori esempi di spettacolo politico....» Gianni Rondolino in Catalogo Bolaffi del cinema italiano, 1976.
Buona ricostruzione d'epoca... dialoghi spesso verbosi... un film che discute della "ragion di partito". **

## Incassi
Incasso accertato a tutto il 31 dicembre 1977 Lit. 227.500.000